# Giuseppe Betori
Giuseppe Betori (ur. 25 lutego 1947 w Foligno) – włoski duchowny rzymskokatolicki, doktor teologii biblijnej, sekretarz generalny Konferencji Episkopatu Włoch w latach 2001–2008, arcybiskup metropolita Florencji w latach 2008–2024, kardynał prezbiter od 2012, od 2024 arcybiskup senior archidiecezji florenckiej.

## Życiorys

### Prezbiterat
Święcenia kapłańskie przyjął 26 września 1970 i został inkardynowany do diecezji Foligno. Po przyjęciu święceń kapłańskich pełnił różne funkcje w Kościele włoskim m.in. był dyrektorem Krajowego Biura Katechetycznego Konferencji Episkopatu Włoch oraz organizatorem Światowego Dnia Młodzieży w Rzymie z okazji Wielkiego Jubileuszu Roku 2000. W latach 1996–2001 był podsekretarzem generalnym włoskiej Konferencji Episkopatu.

### Episkopat
5 kwietnia 2001 został mianowany sekretarzem generalnym Konferencji Episkopatu Włoch (do 2008) oraz biskupem ze stolicą tytularną Falerone. Sakry biskupiej udzielił mu kard. Camillo Ruini.
8 września 2008 Benedykt XVI mianował go arcybiskupem Florencji (ingres odbył się 26 października 2008). 6 stycznia 2012 ogłoszona została jego kreacja kardynalska, której papież Benedykt XVI dokonał oficjalnie na konsystorzu w dniu 18 lutego 2012.
18 kwietnia 2024 papież Franciszek przyjął jego rezygnację z pełnionego urzędu złożoną ze względu na wiek.
Brał udział w konklawe 2013, które wybrało papieża Franciszka oraz w konklawe 2025, które wybrało papieża Leona XIV.